# شرمن اوکس (لس آنجلس)
شرمن اوکس، لس آنجلس (به انگلیسی: Sherman Oaks, Los Angeles) یک محله در ایالات متحده آمریکا است که در لس آنجلس، کالیفرنیا واقع شده‌است.